# An Kyŏng-ho
An Kyŏng-ho (* 18. Januar 1930 in Kangwŏn-do; † vor oder am 6. Januar 2016) war ein nordkoreanischer Politiker und Mitglied der Partei der Arbeit Koreas.
An Kyŏng-ho studierte an der Pjöngjanger Kim-Il-sung-Universität. Er war Vorsitzender des Komitees für die friedliche Wiedervereinigung des Vaterlandes. 1988 nahm er an Gesprächen zwischen Nord- und Südkorea teil. Er war in der 9. und 11. Wahlperiode Mitglied der Obersten Volksversammlung und wurde bei den Parlamentswahlen 2009 (12. Wahlperiode) erneut gewählt.